# أخبار الأسبوع (1966)
أخبار الأسبوع هي صحيفة أسبوعية صدرت في السودان بين عام 1966 و1970. ارتبطت الصحيفة بالحزب الشيوعي السوداني ومثلت الشيوعيين السودانيين بعد أن تم حظر حزبهم ومصدر إعلامهم الأول (الميدان).